# تشارلز هال (مدير فني)
تشارلز هال (بالإنجليزية: Charles Hall)‏ هو مدير فني أمريكي، ولد في 23 ديسمبر 1875 في بورلينغتون في الولايات المتحدة، وتوفي في 26 ديسمبر 1945 في كالامازو في الولايات المتحدة.